# Vijaya Dabbe
Vijaya Dabbe (kannada : ವಿಜಯಾ ದಬ್ಬೆ), née le 1er juin 1951 à Belur et morte le 23 février 2018 à Misore (Karnataka), est une écrivaine, féministe, universitaire et critique indienne de langue kannada. Souvent considérée comme la première écrivaine féministe en langue kannada moderne, Dabbe était l'une des figures éminentes du mouvement féministe au Karnataka,,.

## Enfance
Vijaya est née le 1er juin 1951 dans le village de Dabbe, près de Belur. Ses parents se nomment  Krishna Murthy et Seethalakshmi. Elle effectue son enseignement primaire à Kalasapura, son enseignement secondaire à Javagal, dans le district de Hassan. Elle déménage ensuite à  Hassan puis à Mysore pour faire des études supérieures jusqu'au PhD, pour lequel le thème de sa thèse porte sur les travaux du poète Nagachandra (en). Elle est chargée de cours de Kannada à l'Université de Mysore à partir de 1973.

## Carrière

### Écrivaine
La première œuvre littéraire remarquée de Vijaya Dabbe fut Irutthave (« Ils existent »), un recueil de poèmes publié en 1975. Parmi ses autres œuvres importantes figurent notamment, notamment ‛Neeru Lohada Chinte (« Les soucis de l'eau et du métal » ) (1985) et Naari Daari Digantha (« La question   pivot »)  en 1995. Le thème principal de ses œuvres porte sur la maitrise de leur destin par les femmes.

### Militante féministe
Vijaya Dabbe est cofondatrice  de ‛Samatha Vedike ', créé en 1978, un mouvement  de femmes écrivains et militantes qui ont travaillé pour sensibiliser l'opinion sur l'égalité des sexes, les violences familiales faites aux femmes, la dot, le mariage des enfants, et la discrimination et l'injustice sociale basée sur le système de castes. Vijaya  Dabbe a été au premier plan du mouvement à travers ses poèmes, articles, ateliers, réunions littéraires et œuvres sociales dans tout le Karnataka.

## Accident et mort
Vijaya Dabbe cesse ses activités après un accident de la route le 6 janvier 1999. Elle meurt à Mysore le 23 février 2018, des suites d'un arrêt cardiaque,.

### Poésie
1. Irutthave (1975)
2. Neeru Lohada Chinte[9] (1985)
3. Ithigeethike (1995)
4. Tirugi Nintha Prashne (1995)

### Publications universitaires
1. Nagachandra - Ondu Adhyayana (1983)
2. Nayasena
3. Hithaishiya Hejjegalu (1992)
4. Saarasaraswathi (1996)
5. Hithophie Hejjegalu

### Carnet de voyage
1. Uriya Chigura Uthkale (1999)

### Critiques
1. Mahila Sahitya Samaja (1986)
2. Naari Daari Digantha (1996)
3. Mahila mattu Maanavate
4. Samprati (1977)

### Traductions
1. Meri Mekliyath Bethone
2. Vimochaneyedege (avec BN Sumitrabai, 1986)
3. Gurujaada (1986)

## Récompenses
1. 2008 - Rajyotsava Prashasti par le gouvernement du Karnataka[10]
2. 2008 - Prix Daana Chintamani Attimabbe du gouvernement du Karnataka[11]
3. Prix Anumapama par Karnataka Lekhakiyara Sangha[12]
4. Prix Vardhamana[3]